# Архарли (Карашокинський сільський округ)
Архарли́ (каз. Арқарлы) — село у складі Кербулацького району Жетисуської області Казахстану. Входить до складу Карашокинського сільського округу.
У радянські часи село називалось Рудник Архарли і мало статус селища.
Населення — 291 особа (2021; 334 у 2009, 629 у 1999, 925 у 1989).